# سفارة دولة فلسطين لدى الجزائر
سفارة دولة فلسطين لدى الجزائر هي الممثلية الدبلوماسية العُليا لدولة فلسطين لدى الجزائر. تقع السفارة في بلدية دالي إبراهيم.